# Habrolepis setigera
Habrolepis setigera är en stekelart som beskrevs av Annecke och Mynhardt 1970. Habrolepis setigera ingår i släktet Habrolepis och familjen sköldlussteklar. Inga underarter finns listade i Catalogue of Life.